# 國立宜蘭大學圖書資訊館
國立宜蘭大學圖書資訊館（英語：National Ilan University Library and Information Center，簡稱宜大圖資館）是國立宜蘭大學的一個結合圖書與資訊教學功能的圖書館。

## 簡介
昭和元年（1926年）臺北州立宜蘭農林學校成立圖書室，命名為「臺北州立宜蘭農林學校圖書室」，民國三十五年（1946年）更名為「臺灣省立宜蘭農業職業學校圖書室」。民國五十六年（1967年）8月因增設工科，再更名為「臺灣省立宜蘭農工職業學校圖書室」。民國七十四年（1985年）8月擴編為圖書館，更名為「臺灣省立宜蘭高級農工職業學校圖書館」。民國七十七年（1988年）7月因應升格為專科學校，再更名為「國立宜蘭農工專科學校圖書館」，民國八十七年（1998年）改制為技術學院，更名為「國立宜蘭技術學院圖書館」。民國九十一年（2002年）與電子計算機中心合併，館名更改為「國立宜蘭技術學院圖書資訊館」。民國九十二年（2003年）8月升格為大學，更名為「國立宜蘭大學圖書資訊館」。

## 館舍配置
全館總面積17,777平方公尺（約5,378坪），預估可典藏圖書、期刊及視聽資料60萬冊（種、件），截至2014年有圖書69萬冊。館藏以配合學校師生教學、研究為主，凡學校所設各系所，自大學程度至博士後研究諸領域之資訊，均為館內蒐集與典藏之範圍。
資訊服務位於圖資館一樓，樓層面積2,538平方公尺，空間佈置設有五間電腦教室、網路設備主控室、行政電腦化主機房、小型會議室、以及八間辦公室與工作室。
| 樓層 | 用途與設施                                                                                         |
| ---- | -------------------------------------------------------------------------------------------------- |
| 6    | 中文圖書區、罕用書典藏庫、過期期刊室、612討論室                                                    |
| 5    | 中文圖書區、現期期刊區、研究小間、宜思智慧小間、523討論室、數位學習資源中心、數位攝影棚、i讀書中心 |
| 4    | 西文圖書區、課程用書區、教職員著作區、學位論文區                                                   |
| 3    | 學習共享空間、黃春明體驗行動館                                                                     |
| 2    | 流通櫃臺、宜大記憶庫、周刊報紙區、視聽資料區、演講廳                                               |
| 1    | 電腦教室、數位教材編輯室                                                                           |
| B1   | 創新育成中心、停車場                                                                               |

## 外部連結
- 國立宜蘭大學圖書資訊館（页面存档备份，存于）
- 國立宜蘭大學圖書資訊館臉書粉絲頁（页面存档备份，存于）